# Santo Niño (Cagayan)
Santo Niño é um município de  segunda classe de renda municipal (d) na província Cagayan, nas Filipinas. De acordo com o censo de 1 de maio  de  2020 possui uma população de 28 537 pessoas e 7 174 domicílios.